# Colom verdós de l'illa de Pemba
El colom verdós de l'illa de Pemba (Treron pembaensis) és una espècie d'ocell de la família dels colúmbids (Columbidae) que habita boscos poc densos de l'illa de Pemba, a prop de la costa de Tanzània.